# Jevgenia Konradi
Jevgenia Ivanovna Konradi (ryska: Евгения Ивановна Конради), född Botjetjkarava, ryska: Бочечкаровa), född 1838 i Moskva, död 1898 i Paris, var en rysk journalist.
Konradi, som var redaktör för en progressiv tidning, inspirerades 1868 av tillkomsten av Vassar College i USA till att starta en kampanj för inrättandet av ett kvinnouniversitet i Ryssland. Tidiga ryska feminister, som Maria Trubnikova och Nadezjda Stasova, drogs till denna rörelse, i likhet med många nihilister och radikaler. Deras påtryckningar ledde slutligen till inrättandet av en rad högre kurser för kvinnor i Sankt Petersburg och Moskva.